# 5719 Кржіжік
5719 Кржіжік (5719 Křižík) — астероїд головного поясу, відкритий 7 вересня 1983 року.
Тіссеранів параметр щодо Юпітера — 3,630.